# NGC 2879
NGC 2879 – asteryzm składający się z 4 gwiazd ułożonych w kształt litery „Y”, znajdujący się w gwiazdozbiorze Hydry. Odkrył go Heinrich Louis d’Arrest 27 lutego 1865 roku.